# Staurastrum tetracerum
Staurastrum tetracerum là một loài Song tinh tảo trong họ Desmidiaceae, thuộc chi Staurastrum.